# Srednji Šepak
Srednji Šepak (cyr. Средњи Шепак) – wieś w Bośni i Hercegowinie, w Republice Serbskiej, w mieście Zvornik. W 2013 roku liczyła 312 mieszkańców.